# Christy Ucheibe
Christy Ucheibe, née le 25 décembre 2000, est une footballeuse internationale nigériane. Elle évolue actuellement au poste de milieue de terrain défensive au Benfica Lisbonne.

## Biographie

### En club
Christy Ucheibe commence sa carrière en 2018 aux Nasarawa Amazons. En avril 2019, elle rejoint Assi en deuxième division suédoise, avec qui elle signe son premier contrat professionnel en novembre de la même année. Elle remporte la Norrbotten Cup en inscrivant un but en finale et termine à la dixième place en championnat.
En 2020, elle signe au Benfica Lisbonne. Elle devient la deuxième joueuse nigériane à évoluer dans le championnat portugais, après Chinaza Uchendu. Lors de son premier match, en 32es de finale retour de la Ligue des champions 2020-2021, elle est titulaire face au PAOK Salonique et offre une passe décisive à Ana Vitória. En seizième de finale aller, elle écope cependant d'un carton rouge et voit le Benfica perdre 5-0 à domicile face à Chelsea. Avec le club portugais, elle étoffe son palmarès. Elle est titulaire lors de la victoire en finale de la coupe de la ligue 2020-2021. Elle participe à la Ligue des champions 2022-2023, où elle affronte notamment sa compatriote Asisat Oshoala. En 2023, elle remporte ses troisièmes titres en championnat et en coupe de la ligue,.

### En sélection
Avec le Nigeria, Christy Ucheibe participe à la coupe du monde des moins de 17 ans en 2016, puis à la coupe du monde des moins de 20 ans en 2018. Les Falconets sont éliminées en quarts de finale par l'Espagne (2-1). La même année, elle est convoquée avec l'équipe senior pour un stage de préparation à la coupe d'Afrique des nations.
En février 2021, alors qu'elle est sélectionnée avec l'équipe senior pour un tournoi amical en Turquie, elle doit déclarer forfait à cause de raisons administratives. Le 25 février 2022, elle dispute enfin son premier match avec le Nigeria en entrant en jeu face à la Côte d'Ivoire lors des qualifications pour la coupe d'Afrique des nations. Le 7 juillet 2022, face au Botswana pendant la coupe d'Afrique des nations, elle remplace Rita Chikwelu à la 46e minute, puis inscrit son premier but avec les Super Falcons à la 48e, de la tête sur un centre de Francisca Ordega,. En demi-finale face au Maroc, elle manque une grosse occasion en première période, avant que le Nigeria soit éliminé aux tirs au but

## Palmarès

### En club
Benfica Lisbonne
- Championnat du Portugal (3) :
  - Championne en 2021, 2022 et 2023
- Coupe du Portugal (0) :
  - Finaliste en 2020
- Coupe de la ligue portugaise (3) :
  - Vainqueure en 2020, 2021 et 2023
  - Finaliste en 2022
- Supercoupe du Portugal (1) :
  - Vainqueure en 2023
  - Finaliste en 2022

### En équipe nationale
Nigeria
- Vainqueur de la Coupe d'Afrique des nations 2024